# Polemos
Polemos (altgriechisch Πόλεμος Pólemos „Kampf, Krieg“; latinisiert Bellum) ist in der griechischen Mythologie die Personifikation des Krieges.
Bei Pindar, der frühesten Quelle für eine personifizierte Auffassung des Krieges, ist er Vater der Alala, die das Kampfgeschrei verkörperte. Im Frieden des Aristophanes tritt er auf und hält den Frieden in Gestalt der Friedensgöttin Eirene in einer Schlucht gefangen. Dort ist er auch Vater des Kydoimos, des Daimon des Nahkampfes, der seinem Vater als Diener hilft. Die Suda, ein byzantinisches Lexikon aus dem 10. Jahrhundert, kennt als weitere Söhne Deimos und Phobos. Quintus von Smyrna nennt ihn Bruder der Enyo. Laut einer bei Babrios überlieferten Fabel des Äsop war Polemos mit Hybris verheiratet, der er überallhin folgte. Deswegen solle man der Hybris („Übermut, Anmaßung“) keinen Platz geben, weil sonst auch der Krieg käme. In Vergils Beschreibung des Eingangs zur Unterwelt wird er unter den Gestalten, die dort ihren Platz haben, als Bellum genannt: der todbringende Krieg, der die Schwelle zur Unterwelt drohend besetzt hält.